# Pierre-Thomas-Nicolas Hurtaut
Pierre-Thomas-Nicolas Hurtaut (París 1719 - 5 de mayo de 1791) fue un escritor e historiador francés.

## Historia
Hijo de un vendedor de caballos, Pierre-Thomas-Nicolas Hurtaut se convirtió en profesor de latín en la Escuela Militar y publicó su primer libro, El viaje de los arrieros en 1748. Interesado en los misterios del cuerpo humano, dedica varios libros, entre ellos El arte de tirarse pedos y  Ensayo de medicina sobre el flujo menstrual. También fue un historiador y miembro de la Sociedad de la Banca Francesa.